# Ниввенхоус, Берри
Берри Ниввенхоус (африк. Berry Nieuwenhuys; (5 ноября 1911, Крунстад, Фри-Стейт — 12 июня 1984, Йоханнесбург, Трансвааль) — южноафриканский футболист, правый крайний нападающий.

## Карьера
В Южной Африке Ниввенхоус выступал за клубы «Боксбург» и «Джермистон Калайес», в 1933 году тренер «Ливерпуля» Джордж Паттерсон пригласил игрока к себе и заключил с ник контракт в сентябре месяце, а уже 23 сентября Ниввенхоус в майке с семьмым номером дебютировал в основе «красных» в матче с «Тоттенхэм Хотспур», которая завершилась победой «Ливерпуля» 3:0, а уже через 7 дней Ниввенхоус забил свой первый мяч в ворота «Эвертона», открыв счёт голам «красных» в дерби, которое «Ливерпуль» выиграл 3:2. За первый сезон в «Ливерпуле» Ниввенхоус забил 10 мячей.
Во время второй мировой войны Ниввенхоус играл за команды «Арсенал» и «Вест Хэм Юнайтед». После войны Ниввенхоус провёл ещё 1 сезон в «Ливерпуле» и уехал домой в ЮАР, всего Ниввенхоус провёл в красной майке 260 матчей и забил 79 мячей. Там он работал ассистентом профессионального гольфиста Бобби Лока в Трансваальском территориальном клубе. Умер Ниввенхоус в возрасте 72 лет в 1984 году.

## Достижения
- Чемпион Англии: 1947